# Вудлок (Тексас)
Вудлок (енгл. Woodloch) град је у америчкој савезној држави Тексас. По попису становништва из 2010. у њему је живело 207 становника.

## Демографија
Према попису становништва из 2010. у граду је живело 207 становника, што је 40 (16,2%) становника мање него 2000. године.
| Група             | 2000.       | 2010.       |
| Белци             | 221 (89,5%) | 181 (87,4%) |
| Афроамериканци    | 0 (0,0%)    | 7 (3,4%)    |
| Азијати           | 0 (0,0%)    | 0 (0,0%)    |
| Хиспаноамериканци | 22 (8,9%)   | 18 (8,7%)   |
| Укупно            | 247         | 207         |